# Port Neville
Port Neville är en vik i Kanada.   Den ligger i provinsen British Columbia, i den sydvästra delen av landet, 3 700 km väster om huvudstaden Ottawa.
Trakten runt Port Neville är nära nog obefolkad, med mindre än två invånare per kvadratkilometer.